# Braki
Urmuri (Ormuri, Baraki, Burki, Braki), zapadnoiransko pleme iz Afganistana i Pakistana, između 2,000 i 5,000 pripadnika. Većina danas živi u Waziristanu u Pakistanu, dok ih u provinciji Logar (Afganistan) danas ima svega pedesetak u Baraki Baraku. Blizu Peshawara imaju 3 sela: Urmar Miana ili Manz Kalay (Srednje Selo), Urmar Payan ili Kooz (Khkata Kalay; Donje Selo) i treće Bala ili Bar Kalay; Gornje selo), na afganistanskoj strani. Jezično su najsrodniji Parachima. Sami sebe nazivaju Brakee. Asimiliraju se u Paštunce (Afgance).

## Vanjske poveznice
- PASHTO, WANECI, ORMURI
- Ormuri